# Nikolaj Meznarič
Nikolaj Meznarič, slovenski rimskokatoliški duhovnik, redovnik in nabožni pisatelj, * 2. januar 1847, Dobova, † 5. januar 1920, Sveta Trojica v Slovenskih goricah. 
Gimnazijo je končal v Novem mestu. Leta 1868 je v Salzburgu vstopil v frančiškanski red. V mašnika je bil posvečen leta 1871. Od leta 1874 je delal kot kaplan, nato organist in voditelj III. reda pri Sveti Trojici v Slovenskih goricah. Od leta 1881 je bil kaplan v frančiškanski župniji v Mariboru ter od leta 1888 kurat v ženski kaznilnici v Maria-Lankowitzu na srednjem Štajerskem. Leta 1895 se je vrnil v Maribor, kjer je ponovno delal kot kaplan. Od leta 1899 do smrti je bil župni upravitelj, superior in gvardijan Frančiškanskega samostana Sveta Trojica v Slovenskih goricah. Napisal je vodilo Pot v nebesa ali življenje udov III. reda sv. Frančiška Serafinskega, ki med svetom živi (1884) in Zgodovino čudodelne podobe Matere milosti v frančiškanski cerkvi v Mariboru (1892). 